# Mandanella
Mandanella es un género de foraminífero bentónico de la subfamilia Praerhapydionininae, de la familia Soritidae, de la superfamilia Soritoidea, del suborden Miliolina y del orden Miliolida. Su especie tipo es Mandanella persica. Su rango cronoestratigráfico abarcaba desde el Paleoceno hasta el Ypresiense (Eoceno inferior).

## Clasificación
Mandanella incluye a las siguientes especies:
- Mandanella bellasima †
- Mandanella flabelliformis †
- Mandanella minuta †
- Mandanella paleocenica †
- Mandanella persica †